# Jonathan Wolk
Jonathan Alexis Wolk (* 30. Mai 1999) ist ein paraguayischer Leichtathlet, der sich auf den Sprint spezialisiert hat.

## Sportliche Laufbahn
Erste internationale Erfahrungen sammelte Jonathan Wolk im Jahr 2022, als er bei den Juegos Bolivarianos in Valledupar mit 21,79 s in der ersten Runde im 200-Meter-Lauf ausschied und mit der paraguayischen 4-mal-100-Meter-Staffel in 39,90 s die Bronzemedaille hinter den Teams aus der Dominikanischen Republik und Venezuela gewann. Im Oktober nahm er an den Südamerikaspielen in Asunción teil und gelangte dort mit 10,77 s den achten Platz im 100-Meter-Lauf und sicherte sich im Staffelbewerb in 39,60 s gemeinsam mit Fredy Maidana, Nilo Duré und César Almirón die Silbermedaille hinter dem venezolanischen Team. Im Jahr darauf gewann er bei den Südamerikameisterschaften in São Paulo in 39,25 s gemeinsam mit Misael Zalazar, Fredy Maidana und César Almirón die Silbermedaille in der 4-mal-100-Meter-Staffel hinter dem brasilianischen Team. Im November belegte er bei den Panamerikanischen Spielen in Santiago de Chile in 39,71 s den fünften Platz mit der Staffel. 2024 schied er bei den Ibero-Amerikanischen Meisterschaften in Cuiabá mit 10,56 s im Vorlauf über 100 Meter aus und kam im Staffelbewerb nicht ins Ziel. Im Jahr darauf verpasste er bei den Hallensüdamerikameisterschaften in Cochabamba mit 6,86 s den Finaleinzug im 60-Meter-Lauf. Ende April schied er bei den Südamerikameisterschaften in Mar del Plata mit 10,56 s im Vorlauf über 100 Meter aus und belegte mit der Staffel in 40,01 s den fünften Platz.

## Persönliche Bestleistungen
- 100 Meter: 10,38 s (+1,5 m/s), 27. August 2022 in Asunción
  - 60 Meter (Halle): 6,86 s, 22. Februar 2025 in Cochabamba
- 200 Meter: 21,46 s (+1,5 m/s), 8. Mai 2022 in Asunción